# ルーマニア語アルファベット
ルーマニア語アルファベット（羅: Alfabetul limbii române）とは、ルーマニア語を表記するために使用される文字である。現在ではラテン文字を使用し、「ă, â, î, ș, ț」の5種類のダイアクリティカルマークつき文字を使用する。つづりと発音の関係はかなり規則的である。

## 歴史
現在のルーマニアにあたる地方ではかつて教会スラブ語が文語として用いられていたため、ルーマニア語が文字に書かれるようになってからの歴史は浅い。現存最古の文献は1521年の手紙で、冒頭は教会スラブ語で書かれ、本文はキリル文字でルーマニア語が書かれていた。一方トランシルバニア地方では16世紀末からラテン文字を使い、マジャル語式の正書法でルーマニア語を書くことが一時的に行われた。
18世紀にルーマニア語がロマンス語であることが強く意識され、イタリア語の正書法の影響を受けたラテン文字による正書法が考案された。その後はラテン文字とキリル文字が並行して行われたが、ルーマニア公国が成立した1860年代にキリル文字は撤廃された。その後、ラテン語を意識した復古的なつづりは除かれ、数回にわたって正書法が改められた。最近の改正での主な変更点は中舌母音の/ɨ/をどう書くかという点にあった。
モルドバではソ連支配下時においてキリル文字を使用していたが、1989年にラテン文字に切り替えた。

## 一覧
以下の一覧のうち、K, Q, W, Yは外来語のために存在し、固有語には用いられない。
| 大文字 | 小文字 | 名称     | IPA            |
| ------ | ------ | -------- | -------------- |
| A      | a      | a        | [a]            |
| Ă      | ă      | ă        | [ə]            |
| Â      | â      | î din a  | [ɨ]            |
| B      | b      | be       | [b]            |
| C      | c      | ce       | [tʃ], [k]      |
| D      | d      | de       | [d]            |
| E      | e      | e        | [e], [e̯], [je] |
| F      | f      | ef, fe   | [f]            |
| G      | g      | ge, ghe  | [dʒ], [ɡ]      |
| H      | h      | haș      | [h]            |
| I      | i      | i        | [i], [j], [ʲ]  |
| Î      | î      | î din i  | [ɨ]            |
| J      | j      | je       | [ʒ]            |
| K      | k      | ca, capa | [k]            |
| L      | l      | el, le   | [l]            |
| M      | m      | em, me   | [m]            |
| N      | n      | en, ne   | [n]            |
| O      | o      | o        | [o], [o̯]       |
| P      | p      | pe       | [p]            |
| Q      | q      | chiu     | [k]            |
| R      | r      | er, re   | [r]            |
| S      | s      | es, se   | [s]            |
| Ș      | ș      | șe       | [ʃ]            |
| T      | t      | te       | [t]            |
| Ț      | ț      | țe       | [ts]           |
| U      | u      | u        | [u], [w]       |
| V      | v      | ve       | [v]            |
| W      | w      | dublu ve | [v], [w]       |
| X      | x      | ics      | [ks], [gz]     |
| Y      | y      | i grec   | [i], [j]       |
| Z      | z      | ze, zet  | [z]            |

### 注意点
- â と î は同じ音だが、現在の正書法では、îは語頭・語末で、âはそれ以外で使用される。
- 語頭の e は、代名詞や、繋辞fiの活用形で /je/ を表す。
- i と u は、母音の前で半母音 /j/, /w/ を表す。
- 主に語末において、子音につづくiは通常発音されず、直前の子音が口蓋化することを表す。
- c と g は、i, e の前では /tʃ/, /dʒ/ で、それ以外では /k/, /ɡ/ を表す。/ke/, /ki/, /ɡe/, /ɡi/ は、それぞれ che, chi, ghe, ghi と書く。なお cî, gî は /tʃɨ/, /dʒɨ/ ではなく /kɨ/, /ɡɨ/ である。
- x は通常無声の /ks/ だが、一部の語で母音間の x が有声の /ɡz/ を表すことがある。

## キリル文字

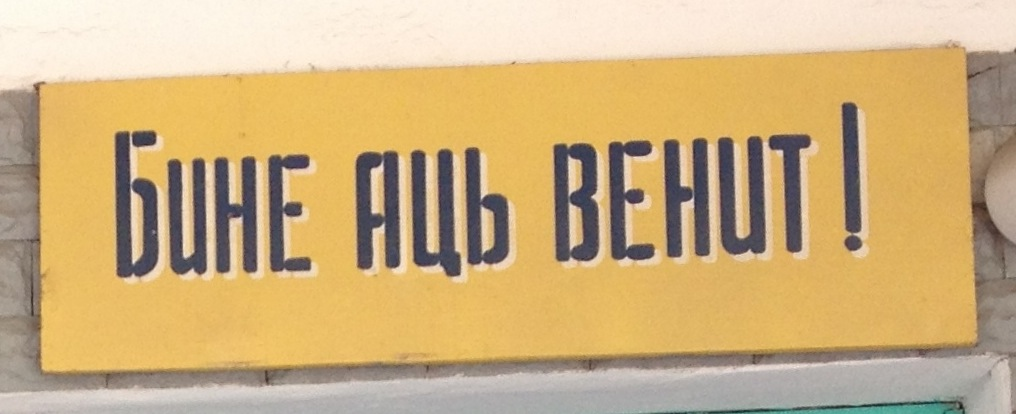
2012年ティラスポリ（沿ドニエストル）の看板「いらっしゃい」。ラテン文字表記では"Bine ați venit!"

1989年までのモルドバのキリル文字正書法では以下のように記していた。事実上の独立国である沿ドニエストル共和国では現在でもキリル表記のモルドバ語を用いる。
| キリル | А а | Б б | В в | Г г  | Д д | E e  | Ж ж | Ӂ ӂ | З з | И и | Й й | К к  | Л л | М м | Н н   | О о |
| ラテン | a   | b   | v   | g/gh | d   | e/ie | j   | gi  | z   | i   | i   | c/ch | l   | m   | n     | o   |
| キリル | П п | Р р | С с | Т т  | У у | Ф ф  | Х х | Ц ц | Ч ч | Ш ш | Ы ы | Ь ь  | Э э | Ю ю | Я я   |     |
| ラテン | p   | r   | s   | t    | u   | f    | h   | ț   | ci  | ș   | â/î | i    | ă   | iu  | ia/ea |     |

- Ь ь は前の子音の口蓋化を表し、主に語末に使用する。

## 正書法の改正

### ÂとÎ
「Îは語頭・語末で、Âはそれ以外」のルールは1993年に成立したものである。しかしながら、複合語の場合は語中でもîを使用する。例: neîndemânatic（不器用な）は ne（無い）+ îndemânatic（器用な）から成る複合語。
それ以前は以下の通り。
- 1904年: 従来のâ, ê, î, û（ラテン語の元の綴り字に近づけるため）の中からê、ûを撤廃する。
- 1953年: îに統一。（româniaがromîniaとなった。）
- 1964年: ルーマニア関連の語のみâが使用された。この表記法はモルドバで2001年まで続いた。

なお、繋辞のsuntは、19世紀には「sûnt」、1993年以前には「sînt」と書かれていたが、現在はダイアクリティカルマークをつけずに書かれる。

### Ș, ȚとŞ, Ţ
東欧の言語を表記するために定められた8ビットの符号化文字集合の規格ISO/IEC_8859-2(初版は1987年)には、ルーマニア語のためにセディーユつきのş、ţが含まれていた。ところがこの規格を1999年に改訂する際にルーマニア側が「ルーマニア語では下つきのコンマのあるș、țを使う」と主張したために、改訂後の規格では「セディーユつきの文字を下コンマつきの字のかわりに使ってもよい」と注で記載する形となった。
その後、2001年にISO/IEC 8859-16が制定され、ș、țが採用された。また、2007年のEUへの加盟を機に、Microsoftは対応フォントの配布を行った。しかし、依然として表示出来ない環境も多い。
2010年にWikipediaルーマニア語版ではș、țの表記に統一した。